# Wajgart
Wajgart (jezioro Piekło), (niem. Frauen See – Jezioro Panieńskie) – płytkie jezioro linowo-szczupakowe, położone na północny wschód od jeziora Dauby, około 10 km na zachód od Miłomłyna.
Na północnym brzegu jeziora znajduje się osada (leśniczówka) Piekło). W północno-wschodniej części jeziora wpadają dwa małe strumienie, w południowo-zachodniej wypływa strumień, niosący wody do jeziora Dauby.
Według Leydinga powierzchnia jeziora wynosi 45,98 ha, według danych IRS – 36,2 ha (może to wynikać z innych metod pomiaru lub zarastania jeziora i obniżania się poziomu wód). Linia brzegowa o długości 3900 m, dno muliste. Zbiornik silnie zarośnięty oczeretami (trzcina) oraz elodeidami (wywłócznik, osoka aloesowata). Za względu na niewielką głębokość często występują przyduchy zimowe. Wśród ryb występują: szczupak, lin, leszcz.
Dauba (niem. Wagarthfliess) – strumyk łączący jeziora Wajgart i Dauby.